# Полоцкий колледж УО «ВГУ имени П. М. Машерова»
Полоцкий колледж «УО ВГУ им. П. М. Машерова» — среднее специальное учебное заведение Полоцка. Готовит специалистов для системы образования.

## История
24 октября 1872 год — открытие Полоцкой учительской семинарии. Выпускала учителей для народных школ. При семинарии существовало начальное мужское училище. Курировалась попечителем Виленского учебного округа. Срок обучения — 3 года. Первый директор — Крачковский Юлиан Фомич, белорусский этнограф, фольклорист, археолог.
1912 год — присвоение Полоцкой учительской семинарии имени Я. П. Кульнева.
1872—1918 годы — Подготовлено около 1000 народных учителей.
1 ноября 1900 года при семинарии учреждена метеорологическая станция, в 1910 году открыт музей наглядных педагогических пособий.
1918 год — Семинария преобразована в трехлетние педагогические курсы. 1920 год — при Полоцкой учительской семинарии открыты годичные дошкольные курсы для подготовки воспитателей детских садов.
1921 год — курсы реорганизованы в педагогический техникум с четырёхлетним сроком обучения.
1930 год — открытие дошкольного отделения.
1936 год — педагогический техникум переименован в педагогическое училище.
1941—1945 годы — многие преподаватели и выпускники сражались с немецко-фашистскими захватчиками. Среди них — Дайнека Т. В., Багров И. Л., Чебоха Т. И., Липень М. И., Жижов Н. Г., Тябут Д. В., Гуков П. Е., А. Бельская, Л. Костецкая, В. Смирнова, Герой Советского Союза Т. Мариненко.
1964 год, апрель — присвоение Полоцкому педагогическому училищу имени Ф. Скорины. 13 июля 1967 года — Президиум Верховного Совета СССР наградил училище орденом Трудового Красного Знамени. 1975 год — построено общежитие для учащихся на 360 мест. 1976 год — открытие музыкального отделения.
1994 год — присвоение статуса педагогического колледжа. 21 июля 2004 года — Полоцкий колледж УО «Полоцкий государственный университет».
1 мая 2005 года — Полоцкий колледж УО «ВГУ им. П. М. Машерова».

## Материальная база
Полоцкий колледж «УО ВГУ им. П. М. Машерова» располагает 25 учебными кабинетами, хореографическим классом, спортивным и актовым залами, музеем колледжа, библиотекой, столовой, общежитием.

## Специальности
Специальность на основе общего базового образования (ОБО):
- Начальное образование (квалификация — учитель);
- Музыкальное образование. Творческая деятельность, Аккомпанемент (квалификация — учитель, музыкальный руководитель дошкольного учреждения);
- Организация гостиничных услуг  (квалификация — специалист по гостиничному сервису).

Специальность на основе общего среднего образования (ОСО):
- Дошкольное образование. Физическое воспитание (воспитатель дошкольного учреждения. Руководитель физвоспитания дошкольного учреждения).
- Дошкольное образование. Творческая деятельность (воспитатель дошкольного учреждения. Руководитель кружка, студии);
- Дошкольное образование. Экологическое воспитание (воспитатель дошкольного учреждения. Руководитель кружка экологического воспитания);
- Дошкольное образование. Логопедия (воспитатель дошкольного учреждения. Воспитатель логопедической группы);
- Туризм и гостеприимство (турагент, экскурсовод).
- Иностранный язык (квалификация — учитель).

## Известные выпускники
- Авласевич, Михаил Александрович
- Барсток, Мария Никитична
- Войтович, Нина Трофимовна
- Журба, Янка
- Мариненко, Татьяна Савельевна
- Петренко, Николай Макарович
- Сербов, Исаак Абрамович
- Хадкевич, Тарас Константинович